# IC 2955
IC 2955 عبارة عن مجرة إهليلجية أو مجرة محدبة تقع على بعد 300 مليون سنة ضوئية في كوكبة الأسد. اكتشفه عالم الفلك غيوم بيغوردان في 28 مارس 188. وهي عضو في عنقود الأسد المجري وهي رفيقة مجرات تابعة لـ NGC 3862.